# Jerzy Zgodziński
Jerzy Zgodziński (* 1927; † 1996) war ein polnischer Perkussionist und Musikpädagoge.
Zgodziński studierte bis 1952 Perkussion bei Leon Urban an der Musikhochschule Posen und Musikwissenschaft bei Adolf Chybiński an der Adam-Mickiewicz-Universität Posen. Später vervollkommnete er seine Ausbildung in Darmstadt (1959) und Wien (1963). Von 1948 bis 1976 war er Konzertmeister der Perkussionsgruppe beim Sinfonieorchester der Philharmonie Posen.
1957 organisierte er an der Musikhochschule Posen eine Perkussionsklasse, aus der sich ein landesweites Bildungszentrum im Bereich Perkussion entwickelte. 1989 erhielt er den Titel eines außerordentlichen Professors. Mehrfach hielt er in den USA und Westberlin Vorträge über die Perkussionsmusik in Polen.
1963 gründete er mit dem Poznański Zespół Perkusyjny das erste Perkussionsensemble Polens, für das Komponisten wie Jerzy Bauer, Florian Dąbrowski, Krystyna Moszumańska-Nazar, Marta Ptaszyńska, Grażyna Pstrokońska-Nawratil, Franciszek Woźniak und Lidia Zielińska Werke schrieben und das beim Warschauer Herbst und anderen Festivals für neue Musik im In- und
Ausland auftrat.